# Greatest Hits (비요크의 음반)
《Greatest Hits》는 2002년 11월 4일 원 리틀 인디언 레코드를 통해 발매된 아이슬란드의 음악가 비요크의 베스트 음반이다. 2002년 5월 공식 웹사이트에서 "가장 좋아하거나 영향을 끼친" 노래를 주제로 설문 조사를 하였으며, 조사 결과를 토대로 트랙 리스트가 만들어졌다. 최종적으로 음반에는 총 15곡의 노래가 실렸으며, 그 중 13곡은 이전에 발표한 정규 음반의 수록곡, 1곡은 비요크가 참여한 영화 OST였다.
음악 평론가들은 대부분 음반에 호평을 보냈지만, 일부는 〈It's Oh So Quiet〉를 포함한 일부 노래가 미수록된 점이 아쉽다고 지적하였다. 미국의 빌보드 200과 영국 음반 차트를 포함하여 일부 국가의 차트에 이름을 올렸다. 같은 해 11월 9일에는 음반의 마지막 트랙으로 실린 〈It's Our Hands〉를 싱글로 발매하였고, 이후 스파이크 존즈 감독의 뮤직 비디오와 리믹스도 추가로 공개하였다. 이듬해에는 음반의 이름을 딴 투어 “Greatest Hits Tour”를 개최하여 여러 국가에서 공연을 펼쳤다.

## 배경 및 발매
2002년 5월 27일 자정, 비요크의 공식 웹사이트에는 베스트 음반을 발매하기 위하여 팬을 상대로 투표를 진행하겠다는 글이 게재되었다. 게시물에는 2002년 9월에 발매할 음반 《Greatest Hits》에 수록될 곡을 선정하기 위해 자신에게 가장 많은 영향을 끼친 비요크의 싱글과 비요크가 부른 모든 노래 중 몇 곡을 추려 투표해야한다고 적혀있었으며, 최종 결과와 가장 비슷한 곡을 선별한 투표인에게는 《Greatest Hits》 음반 및 《Live at Royal Opera House》 DVD로 구성된 상품을 받게 될 것이라고 언급하고 있었다. 총 일주일 동안 진행된 투표의 결과는 같은 해 7월 9일 공개되었다. 게시물에서는 음반의 최종 트랙 리스트의 결과와 함께 팬들이 가장 좋아하는 비요크의 노래의 순위를 함께 공개하였다.
데이비드 툽과의 인터뷰에서 비요크는 베스트 음반에 관한 생각을 이야기하였다.
제 생각에는 다른 것과 마찬가지로 별로인 베스트 음반도 있고 좋은 음반도 많아요. 그리고 그 비율은 10%의 좋은 음반과 90%의 쓰레기죠. 적어도 시도를 해볼만한 가치는 있다고 생각해요. 저도 제가 잘 모르는 분야의 음악 장르지만 좋아하는 베스트 음반이 있거든요. 예컨대 마빈 게이라는 사람의 존재를 알게 된 25살의 저는 솔 음악에 대해선 잘 몰랐지만, 현재의 전 그의 싱글 모음집이나 베스트 음반을 갖고 있어요.
필터 매거진과의 인터뷰에서 《Greatest Hits》에 선정된 15곡에 대하여 어떻게 생각하냐는 인터뷰어의 질문에 비요크는 "팬들이 투표를 하고, 그들이 더 낫다고 생각하는 15곡이 있을 때 전 매우 기뻤습니다."라고 답하였고, 이어 "절 대단하다 생각할 필요는 없지만, 적어도 제가 새로운 걸 하려고 노력했다고 생각하시면 됩니다"라 언급했다. 툽과의 대담에서는 자신에게 "회고전"에 가깝다고 말하며, 싱글 모음집이 아니라 내가 어떻게 배웠는지를 알려준다고 얘기했다.
본래 《Greatest Hits》는 9월 2일에 공개될 예정이었으나, 7월 말 웹사이트를 통해 10월 7일로 연기되었다는 소식을 밝혔다. 이후 9월 말 음반의 복잡한 포장을 이유로 한 번 더 발매가 연기되어 11월 4일에 이루어진다고 공지하였다. 《Greatest Hits》는 박스 세트 《Family Tree》와 같은 날에 발매되었다. 박스 세트의 6번째 디스크 제목은 〈Greatest Hits as Chosen by Björk〉로, 비요크 자신이 생각한 가장 뛰어난 곡 12곡을 직접 선정하여 수록하였다. 그렇게 실린 12곡 중에서 《Greatest Hits》와는 총 일곱 곡이 겹쳤다.

### 홍보

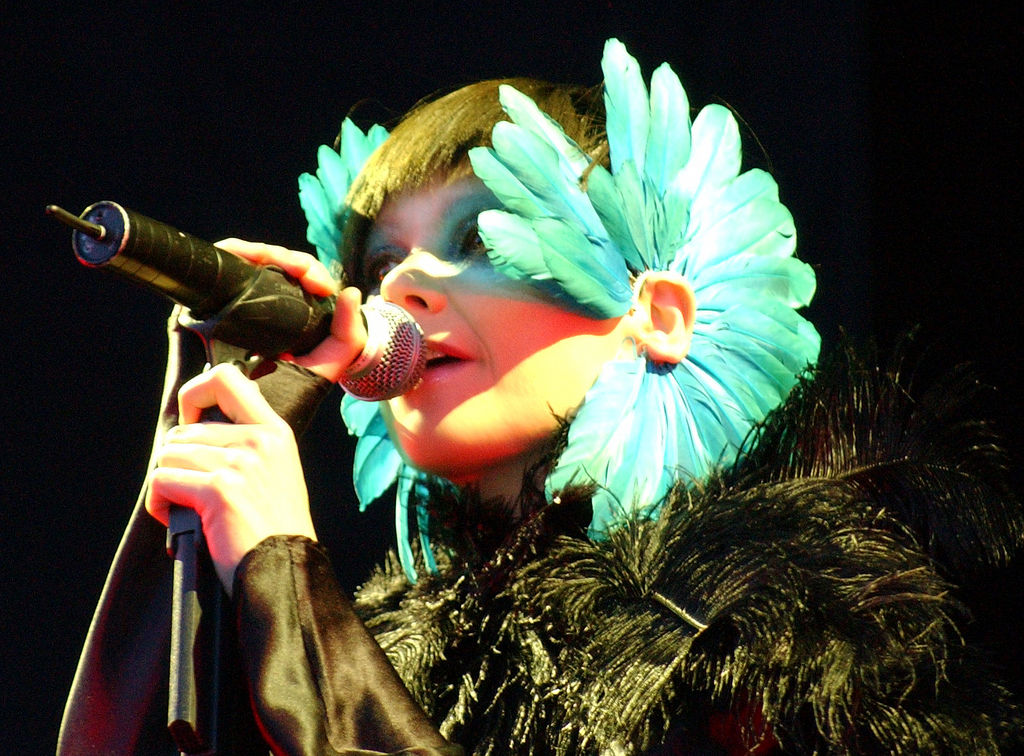
“Greatest Hits Tour” 일본 공연에서의 비요크. 알렉산더 매퀸이 제작한 귀 장식품을 착용하고 있다.

비요크는 2002년 11월 25일, 음반의 마지막 트랙으로 수록되어 있던 〈It's In Our Hands〉를 싱글로 발매하였다. 〈It's In Our Hands〉는 《Vespertine》의 투어에서만 라이브로 공개되고 공식적으로는 발매된 적이 없는 트랙이었다. 비요크는 싱글의 발매와 동시에 CD 2종과 DVD 1종 및 노래의 스파이크 존즈가 감독한 뮤직 비디오를 함께 공개하였다. 또한 아케이드 믹스와 소프트 핑크 트루스 버전의 믹스도 함께 발매됐다. 이후 이 노래는 영국 싱글 차트에서 37위, 인디 차트에서는 4위를 기록했으며, 스코틀랜드, 캐나다, 프랑스의 차트에서도 순위권에 진입하였다.
2003년 5월부터 9월까지는 “Greatest Hits Tour”를 진행하였다. 총 28회의 공연과 1회의 라디오 쇼로 나뉘었으며, 총 13개국 나라에 24개의 도시를 방문하였다. 제러미 스콧은 비요크의 드레스를 제작해주었으며, 알렉산더 매퀸은 귀 장식품을 만들어주었다. 가디언은 "현재 여타 전자 음악보다 더 리드미컬한 창의성이 존재한다. 비요크는 마틴 데니, 에스키벨, 시프린 그리고 옐로와 같은 이국적이고 이질적인 사운드의 큐레이터가 되었다"며 소름이 돋았다고 소감을 밝혔고, NME는 "전통과 진보, 전자 기술 및 증기, 획기적인 프레임 속의 고전적 아름다움"이라고 표현했다.

## 반응

### 평가
| 전문가 평가         | 전문가 평가 |
| 평가 점수           | 평가 점수   |
| 출처                | 점수        |
| ------------------- | ----------- |
| 로버트 크리스트가우 | A−          |
| 롤링 스톤           | [ 21 ]      |
| 블렌더              | [ 22 ]      |
| 스타일러스 매거진   | A−          |
| 스핀                | 9/10        |
| 슬랜트 매거진       | [ 25 ]      |
| 엔터테인먼트 위클리 | A           |
| 올뮤직              | [ 27 ]      |
| 피치포크            | 9.2/10      |
| NME                 | [ 29 ]      |

《Greatest Hits》는 음악 평론가들로부터 큰 호평을 받았다. 미국의 비평가 로버트 크리스트가우는 A−를 주며 "꽤나 좋은 《Homogenic》의 수록곡 네 곡, 최고의 《Vespertine》에 수록된 두 곡의 하이라이트와 《Post》에 혹평을 보냈을 때 눈여겨 보았던 두어 곡이 실려 있다"라고 호평하였다. 오스틴 크로니클은 "왜 모든 예술가들은 이런 방식을 이용하지 않는가?"라고 운을 떼었으나, 마지막에는 "실망스럽게도 이 신나는 믹스에는 《Selmasongs》나 〈It's Oh So Quiet〉가 없다."라고 아쉬운 부분을 언급하며 리뷰를 마쳤다. 피치포크의 크리스 오트는 10점 만점에 9.2점을 주며 "비록 일부 노래가 배제되긴 했지만, 《Greatest Hits》만큼 이치에 맞는 음반은 드물고, 이 작품보다 비요크를 잘 표현한 작품은 없다."라고 극찬하였다. 올뮤직은 별 네 개 반을 주면서 "즐거움과 달곰쌉쌀함부터 실험적인 면모까지 다양한 사운드를 담고 있기에 그녀의 음악에 익숙지 않은 사람들에게는 좋은 소개임과 동시에 팬들에게는 편리한 모음집으로 만들어지게 되었다"라고 이야기하며 《Greatest Hits》가 베스트 음반의 주된 목표 중 하나를 성취했다고 평하였다. 스핀의 조 그로스는 9점을 주면서 "디바 자신이 가지고 있는 외모보다 더욱 그녀의 디스코그래피를 잘 훑게 해준다"라고 묘사하면서 음반이 난해한 것보다는 쾌적하고, 구조적인 혁신보다는 섬세하고 섹시한 노래를 더욱 선호하는 노래들로 치중되어 있다는 점을 지적하였다. 스타일러스 매거진은 《Family Tree》와 함께 리뷰를 하면서 A−를 주었다. 리뷰에서는 일부 열성 팬이 자신의 취향에 맞지 않게 짜인 트랙 리스트를 비판한다는 사실을 말하면서 "대부분의 여론조사나 투표가 그렇듯 흥미롭고 과감한 선택은 그리 많은 표를 받지 못하고, 부드러운 중간 지점을 중심으로 결과가 형성된다"라고 언급하였다.
엔터테인먼트 위클리의 크리스티나 펠리치아노는 비요크의 노래 〈Violently Happy〉를 언어 유희로 사용하면서 "지독하게 행복해지고 싶다면 《Family Tree》보다는 팬이 투표하여 〈Army of Me〉나 〈Jóga〉같은 히트곡이 들은 《Greatest Hits》를 선택하라"라고 이야기하였다. 롤링 스톤은 별 네 개로 평했으며, 리뷰어 개빈 에드워즈는 이국적인 느낌의 비요크가 넬리 후퍼 덕에 속이 꽉 찬 댄스 플로어 그루브를 가지고 있다고 라뷰를 작성하였고, 15곡 중 최고의 노래로는 케틀드럼이 깊게 깔린 〈Human Behaviour〉를 뽑았다. 다만 아쉬운 점으로 《Greatest Hits》라는 진부한 이름을 제목이 쓰였다는 점을 꼽았다. BBC는 이주의 음반으로 《Greatest Hits》를 선정하였다. 리뷰를 작성한 루시 데이비스는 "〈Human Behaviour〉의 팀파니, 〈Jóga〉에서의 베이스가 시작되는 부분, 〈Pagan Poetry〉의 시작을 여는 하프처럼 아름다운 순간으로 가득 차 있다."라고 극찬하였다. NME의 토니 네일러는 비요크를 "마돈나, 에이펙스 트윈, 라디오헤드가 하나로 합쳐졌다."라 표현하였다. 그러면서 음반에 대해서 "비요크가 인터넷 투표로 팬들에게 선택권을 주었다는 건 그녀의 최대 히트곡을 모은다기 보단 잘못된 세상에서 비요크가 옳다는 것을 확인시켜준다."라고 단평하였다. 슬랜트 매거진은 별 세 개를 주면서 다른 곳보다 덜 긍정적인 의견을 보였다. 살 친케마니는 비요크의 노래를 평범하게 드는 팬보다 비요크를 열렬하게 좋아하는 팬들에게 어필하고자 〈Violently Happy〉, 〈It's Oh So Quiet〉, 〈I've Seen It All〉과 같은 히트곡을 누락하였다고 부정적인 반응을 내비쳤다. 블렌더에 리뷰를 쓴 알렉시스 페트리디스는 "이 15곡은 일부 예술가들이 그들의 경력 전체를 톺아보는 것보다 더욱 흥미로운 개념과 곡절을 지니고 있다. 〈Human Behaviour〉에서 〈It's in Our Hands〉까지 10년 동안 작품을 만들어내면서 현저하게 질이 떨어진 적이 없었다. 비요크의 생각은 계속해서 떠오른다."라고 극찬하였다. 후에 블렌더는 "당신이 무조건 가져야 할 500장의 음반"에 《Greatest Hits》를 선정하였다.

### 상업적 성과
《Greatest Hits》는 2002년 11월 10일 자 영국 음반 차트에서 53위를 달성하였다. 같은 주, 인디펜던트 음반 차트에서는 6위를 기록하였으며, 스코틀랜드에선 55위에 이름을 올렸다. 미국의 빌보드 200 차트에서는 115위로 데뷔하였으며, 톱 댄스/일렉트로닉 음반 차트에서는 2위까지 진입하고, 총 24주간 차트에 머물렀다. 이후 2003년 연말 차트에서 15위를 기록하였다. 이외에도 오스트레일리아, 오스트리아, 벨기에, 독일, 이탈리아, 일본, 스웨덴, 스위스 차트의 순위권에 진입하였다.
영국의 영국 축음기 협회와 일본의 일본레코드협회는 각각 2013년과 2002년 《Greatest Hits》가 자국 내에서 10만 장이 넘게 팔렸다는 것을 인증하기 위해 골드를 인증해주었으며, 아르헨티나의 아르헨티나 음반 영상 제작 협회와 캐나다의 뮤직 캐나다 또한 골드의 판매량 기준인 2만 장과 5만 장을 달성한 것을 기념하여 인증해주었다.

## 트랙 리스트
| #            | 제목                                        | 작사·작곡                       | 본 음반             | 재생 시간 |
| ------------ | ------------------------------------------- | ------------------------------- | ------------------- | --------- |
| 1.           | 〈All Is Full of Love〉                     | 비요크                          | Homogenic           | 4:46      |
| 2.           | 〈Hyperballad〉                             | 비요크                          | Post                | 5:23      |
| 3.           | 〈Human Behaviour〉                         | 비요크 넬리 후퍼                | Debut               | 4:14      |
| 4.           | 〈Jóga〉                                    | 비요크 숀                       | Homogenic           | 5:04      |
| 5.           | 〈Bachelorette〉                            | 비요크 숀                       | Homogenic           | 5:18      |
| 6.           | 〈Army of Me〉                              | 비요크 그레이엄 매시            | Post                | 3:57      |
| 7.           | 〈Pagan Poetry〉                            | 비요크                          | Vespertine          | 5:14      |
| 8.           | 〈Big Time Sensuality〉 (The Fluke Minimix) | 비요크 후퍼                     | Debut               | 4:56      |
| 9.           | 〈Venus as a Boy〉                          | 비요크                          | Debut               | 4:41      |
| 10.          | 〈Hunter〉                                  | 비요크                          | Homogenic           | 4:16      |
| 11.          | 〈Hidden Place〉                            | 비요크 가이 식스워스 마크 밸    | Vespertine          | 5:28      |
| 12.          | 〈Isobel〉                                  | 비요크 후퍼 모리스 드 브리스 숀 | Post                | 5:49      |
| 13.          | 〈Possibly Maybe〉                          | 비요크 후퍼 드 브리스           | Post                | 5:07      |
| 14.          | 〈Play Dead〉                               | 비요크 데이비드 아널드 자 워블  | The Young Americans | 3:57      |
| 15.          | 〈It's in Our Hands〉                       | 비요크                          |                     | 4:15      |
| 총 재생 시간 | 총 재생 시간                                | 총 재생 시간                    | 총 재생 시간        | 72:19     |

## 차트
| 차트 (2002)                           | 최고 순위 |
| ------------------------------------- | --------- |
| 오스트레일리아 음반 (ARIA)            | 84        |
| 오스트리아 음반 (Ö3 오스트리아)       | 64        |
| 벨기에 음반 (울트라톱 플랑드르)       | 42        |
| 벨기에 음반 (울트라톱 왈로니아)       | 18        |
| 유럽 음반 (뮤직 & 미디어)             | 67        |
| 독일 음반 (오피칠레 톱 100)           | 71        |
| 이탈리아 음반 (FIMI)                  | 39        |
| 일본 음반 (오리콘)                    | 20        |
| 스코틀랜드 음반 (OCC)                 | 55        |
| 스웨덴 음반 (스베리예토프리스탄)      | 52        |
| 스위스 음반 (슈바이처 히트파라데)     | 24        |
| 영국 음반 (OCC)                       | 53        |
| 영국 인디펜던트 음반 (OCC)            | 6         |
| 미국 빌보드 200                       | 116       |
| 미국 톱 댄스/일렉트로닉 음반 (빌보드) | 2         |

| 차트 (2003)                           | 순위 |
| ------------------------------------- | ---- |
| 미국 톱 댄스/일렉트로닉 음반 (빌보드) | 15   |

## 인증
| 국가                       | 인증 | 판매량/출하량 |
| -------------------------- | ---- | ------------- |
| 아르헨티나 (CAPIF)         | 골드 | 20,000^       |
| 캐나다 (뮤직 캐나다)       | 골드 | 50,000^       |
| 일본 (RIAJ)                | 골드 | 100,000^      |
| 영국 (BPI)                 | 골드 | 100,000^      |
| ^출하량을 기반으로 한 인증 |      |               |

## 참여진
크레딧은 비요크의 공식 웹사이트에서 발췌하였다.
| 음악 - 비요크 – 키보드, 편곡, 작곡, 베이스라인 - 넬리 후퍼 – 퍼커션, 드럼, 작곡 - 마크 벨 – 키보드, 프로그래밍, 드럼 프로그래밍, 작곡 - 가이 식스워스 – 키보드, 클라비코드, 파이프 오르간, 작곡, 프로그래밍, 편곡 - 시귀리온 비르기르 시귀르손, J. 밴 휴센, 자 워블, 데이비드 아널드, J. 버크 – 작곡 - 그레이엄 매시 – 키보드 - 마커스 드래브스 – 드럼 프로그래밍 - 리처드 브라운, 마커스 데이비스, 매슈 허버트, 매트모스, 제이크 데이비스, 데미언 테일러 – 프로그래밍 - 모리스 드 브리에스 – 프로그래밍, 키보드 - 트레버 모래 – 일렉트로닉 드럼킷 - 야스히노 '코브라' 코니바야시 – 아코디언 - 알레스데어 말로이 – 글래스 하모니카 - 유미르 데오다타 – 트랜스크립션, 관현악 편성, 스트링 편곡, 지휘 - 아이슬랜틱 스트링 옥텟 – 스트링 - 시그룬 에드발스도티르, 시귀르비외르든 베르든하르손, 시브 튀들리니위스, 위나 스베인비아르드나르도티르, 윌프 깁슨, 피터 옥서 – 바이올린 - 그뷔드룬 흐륀드 하르다르도티르, 모에뒤르 안나 시귀르다르도티르 – 비올라 - 시귀르뒤르 비아르키 귄나르손, 욘 라그나르 외르드놀프손 – 첼로 - 이소벨 그리피스 – 오케스트라 지휘 - 개빈 라이트 – 오케스트라 리더, 바이올린 - 롭 스미손 – 주 비올라 - 토니 플리스 – 주 첼로 - 모리스 머시, 스튜어트 브룩스 – 트럼펫 - 게리 바너클 – 소프라노 색스, 브래스 - 텔빈 싱 – 퍼커션, 타블라, 감독 - 게리 휴스 – 키보드, 해먼드 오르간, 프로그래밍 | - 올리버 레이크 – 음악 편곡, 브래스 - 코키 헤일 – 하프 - 루이스 자르딤 – 베이스, 퍼커션, 드럼 - 브루스 윌리 스미스 – 퍼커션, 드럼 - 폴 월러, 마틴 버고 – 키보드, 프로그래밍 - 옐리사 안데르손 –백 보컬 - 수렌 사테 – 스트링 편곡 - 마이크 모어 – 브래스 - 존 몰린슨 – 기타 - 빈체 멘도자 – 복음 편곡, 관현악 편성 - 잭 페론 – 뮤직 박스 제작 - 비요크 마크벨, 가이 식스워스 – 프로듀서 - 넬리 후퍼 – 프로듀서, 엔지니어 - 데이비드 아널드, 대니 캐넌, 그레이엄 매시, 드류 대니얼 – 프로듀서 - 하위 번스타인 – 프로듀서, 믹스 엔지니어, 엔지니어 - 팀 시메넌, 플루크 – 추가 프로듀서, 리믹스 - 모리스 드 브리에스 – 추가 프로듀싱 - 폴 코켓, 휴고 니콜슨, 브라이언 퍼글시 – 엔지니어 - 올 스톤 – 엔지니어, 믹스 엔지니어 - 짐 어비스, 데이브 버넘, 폴 베르타이머, H. 샬레 – 엔지니어 - 마크 '스파이크' 스텐트 – 믹스 엔지니어 - 마커스 드래브스, 스티브 프라이스, 알란 리시 – 녹음 엔지니어 - 제이크 데이비스, 데미언 테일러 – 프로툴 엔지니어 - 레베카 스토리, 러셀 폴든, 폴 'P-덥' 월튼, 제이슨 웨스트브룩, 대니 브라운, 크리스텐 코위, 시 미드웨이-스미스, 제임스 러프리, 롭 머피, 제이슨 그루콧, 오스왈드 '위즈' 보, 아드리언 스카프, 마크 워너, 고비, 닉 커클랜드, 윌 도노번, 괴츠 보첸하르트, 존 몰린슨, 피트 루이스, 조임 밥, 앤디 브래드포드, 팀 디킨슨, 오기 – 보조 엔지니어 |

### 내용주
1. 1 2  《Family Tree》와 함께 리뷰하였다.

### 참조주
1. ↑  “The Greatest Webvote Starts!”. 《bjork.com》 (영어). 2002년 5월 27일. 2009년 9월 18일에 원본 문서에서 보존된 문서.
2. 1 2  “Bjork Tallies 'Greatest Hits' Tracklist” [비요크가 'Greatest Hits'의 트랙리스트를 공개하였다] (영어). 빌보드. 2002년 7월 9일. 2021년 1월 22일에 원본 문서에서 보존된 문서. 2021년 11월 11일에 확인함.
3. 1 2 3  “All Is Full of Webvoting”. 《bjork.com》 (영어). 2002년 7월 9일. 2010년 9월 18일에 원본 문서에서 보존된 문서.
4. 1 2  “Björk in conversation with David Toop”. 《bjork.com》 (영어). 20011년 4월 4일에 원본 문서에서 보존된 문서.
5. ↑  라감비나, 그렉 (2002년 9월). “Look back in wonder : Björk takes a pause”. 《필터》 (로스앤젤레스).
6. ↑  “Greatest Family Slightly Delayed”. 《bjork.com》 (영어). 2002년 7월 27일. 2010년 9월 18일에 원본 문서에서 보존된 문서.
7. ↑  “Greatest Hits New Arrival Time”. 《bjork.com》 (영어). 2002년 9월 27일. 2010년 9월 18일에 원본 문서에서 보존된 문서.
8. ↑  보더, 데이비드 (2002년 11월 19일). “Quirkly Icelandic Star Bjork let fans pick greatest hits CD” [기발한 아이슬란드의 스타 비요크는 팬들이 Greatest hits 음반을 직접 고를 수 있도록 하였다.]. 《데일리 가제트》 (영어). 2021년 11월 12일에 원본 문서에서 보존된 문서.
9. ↑  “Official Singles Chart Top 100” (영어). 오피셜 차트 컴퍼니. 2021년 2월 12일에 원본 문서에서 보존된 문서. 2021년 11월 12일에 확인함.
10. ↑  “Official Independent Singles Chart Top 50” (영어). 오피셜 차트 컴퍼니. 2020년 3월 25일에 원본 문서에서 보존된 문서. 2021년 11월 12일에 확인함.
11. ↑  “Official Scottish Singles Sales Chart Top 100” (영어). 오피셜 차트 컴퍼니. 2021년 5월 7일에 원본 문서에서 보존된 문서. 2021년 11월 12일에 확인함.
12. ↑  “Canadian Digital Song Sales” (영어). 빌보드. 2003년 12월 13일. 2018년 12월 21일에 원본 문서에서 보존된 문서. 2021년 11월 12일에 확인함.
13. ↑  “Björk – It's in Our Hands” (프랑스어). 프랑스 음반 협회. 2021년 11월 12일에 확인함.
14. ↑  “Fun figures on songs sung this tour”. 《bjork.com》 (영어). 2003년 10월 10일. 2010년 9월 18일에 원본 문서에서 보존된 문서.
15. ↑  “GREATEST HITS TOUR summary”. 《bjork.com》 (영어). 2010년 11월 20일에 원본 문서에서 보존된 문서.
16. ↑  “behind the seems ptII”. 《bjork.com》 (영어). 2003년 7월 22일. 2010년 9월 18일에 원본 문서에서 보존된 문서.
17. ↑  “behind the seems”. 《bjork.com》 (영어). 2003년 7월 17일. 2010년 9월 18일에 원본 문서에서 보존된 문서.
18. ↑  페스첵, 데이비드 (2003년 5월 27일). “Björk”. 《가디언》 (영어). 2006년 3월 12일에 원본 문서에서 보존된 문서. 2022년 3월 19일에 확인함.
19. ↑  왓슨, 이안 (2005년 9월 12일). “Bjork : London Shepherd’s Bush Empire” (영어). NME. 2022년 3월 19일에 원본 문서에서 보존된 문서. 2022년 3월 19일에 확인함.
20. 1 2  크리스트가우, 로버트. “Björk”. 《robertchristgau.com》 (영어). 2020년 11월 12일에 원본 문서에서 보존된 문서. 2021년 11월 11일에 확인함.
21. 1 2  에드워즈, 개빈 (2002년 9월 26일). “Greatest Hits” (영어). 롤링 스톤. 2021년 11월 12일에 원본 문서에서 보존된 문서. 2021년 11월 12일에 확인함.
22. 1 2  페트리디스, 알렉시스. “Bjork - Greatest hits” (영어). 블렌더. 2004년 10월 24일에 원본 문서에서 보존된 문서.
23. 1 2  플라겐호프, 스콧 (2003년 9월 1일). “Björk − Family Tree/Greatest Hits”. 《스타일러스 매거진》 (영어). 2008년 1월 17일에 원본 문서에서 보존된 문서.
24. 1 2  그로스, 조 (2003년 1월). “Björk, Greatest Hits”. 《스핀》 (영어). 19권 1호. 96쪽. ISSN 0886-3032.
25. 1 2  친케마니, 살 (2002년). “Björk - Greatest Hits”. 《슬랜트 매거진》 (영어). 2002년 12월 3일에 원본 문서에서 보존된 문서.
26. 1 2  펠리치아노, 크리스티나 (2002년 11월 8일). “Family Tree; Greatest Hits (2002)”. 엔터테인먼트 위클리. 106쪽. 2009년 4월 25일에 원본 문서에서 보존된 문서.
27. 1 2  페어스, 히더. “Björk's Greatest Hits - Björk”. 《올뮤직》 (영어). 2020년 11월 17일에 원본 문서에서 보존된 문서. 2021년 11월 12일에 확인함.
28. 1 2  오트, 크리스 (2002년 11월 26일). “Björk - Greatest Hits”. 《피치포크》 (영어). 2012년 6월 13일에 원본 문서에서 보존된 문서.
29. 1 2  네일러, 토니 (2005년 9월 12일). “Bjork : Greatest Hits” (영어). NME. 2021년 11월 11일에 원본 문서에서 보존된 문서. 2021년 11월 11일에 확인함.
30. ↑  “Björk - Best-Ofs”. 《오스틴 크로니클》 (영어). 2002년 12월 27일. 2020년 11월 26일에 원본 문서에서 보존된 문서. 2021년 11월 11일에 확인함.
31. ↑  데이비스, 루시 (2002년). “Bjork Greatest Hits Review” (영어). BBC. 2021년 3월 16일에 원본 문서에서 보존된 문서. 2021년 11월 12일에 확인함.
32. ↑  “500 CDs You Must Own: Alternative Rock” (영어). 블렌더. 2003년 4월. 2008년 3월 16일에 원본 문서에서 보존된 문서.
33. 1 2  “Official Albums Chart Top 100” (영어). 오피셜 차트 컴퍼니. 2021년 7월 14일에 확인함.
34. 1 2  “Official Independent Albums Chart Top 50” (영어). 오피셜 차트 컴퍼니. 2021년 7월 14일에 확인함.
35. 1 2  “Official Scottish Albums Chart Top 100” (영어). 오피셜 차트 컴퍼니. 2021년 7월 14일에 확인함.
36. 1 2  “Bjork Chart History (Billboard 200)” (영어). 빌보드. 2018년 1월 31일에 확인함.
37. 1 2  “Bjork Chart History (Top Dance/Electronic Albums)” (영어). 빌보드. 2018년 1월 31일에 확인함.
38. 1 2  “Year in Music – Top Electronic Albums”. 《빌보드》 (영어). 115권 52호. 2003년 12월 27일. YE-66쪽. ISSN 0006-2510 – 구글 북스 경유.
39. 1 2  “Chartifacts!” (PDF). 《ARIA 레포트》 (영어). 663호. 2002년 11월 11일. 2쪽. 2008년 2월 22일에 원본 문서 (PDF)에서 보존된 문서. 2021년 7월 16일에 확인함 – 오스트레일리아 국립도서관 경유.
40. 1 2  “Austriancharts.at – Björk – Greatest Hits” (독일어). 훙 메디엔. 2018년 1월 31일에 확인함.
41. 1 2  “Ultratop.be – Björk – Greatest Hits” (네덜란드어). 훙 메디엔. 2018년 1월 31일에 확인함.
42. 1 2  “Ultratop.be – Björk – Greatest Hits” (프랑스어). 훙 메디엔. 2018년 1월 31일에 확인함.
43. 1 2  “Offiziellecharts.de – Björk – Greatest Hits” (독일어). GfK 엔터테인먼트. 2018년 8월 9일에 확인함.
44. 1 2  “Italiancharts.com – Björk – Greatest Hits” (영어). 훙 메디엔. 2018년 1월 31일에 확인함.
45. 1 2  “ビョークのアルバム売り上げランキング” [비요크의 음반 판매량 순위] (일본어). 오리콘. 2013년 5월 14일에 원본 문서에서 보존된 문서. 2021년 7월 14일에 확인함.
46. 1 2  “Swedishcharts.com – Björk – Greatest Hits” (영어). 훙 메디엔. 2018년 1월 31일에 확인함.
47. 1 2  “Swisscharts.com – Björk – Greatest Hits” (독일어). 훙 메디엔. 2018년 1월 31일에 확인함.
48. ↑  “British album certifications – Björk – Greatest Hits” (영어). 영국 축음기 협회. 2021년 1월 31일에 원본 문서에서 보존된 문서. 2021년 11월 13일에 확인함.
49. ↑  “ビョーク – グレイテスト・ヒッツ” [비요크 – Greatest Hits] (일본어). 일본 레코드 협회. 2021년 11월 13일에 확인함. 날짜에서 2002年12月 클릭하기
50. ↑  “Discos de Oro y Platino” (스페인어). 아르헨티나 음반 영상 제작 협회. 2011년 7월 6일에 원본 문서에서 보존된 문서. 2021년 11월 13일에 확인함.
51. ↑  “Canadian album certifications – Björk – Greatest Hits” (영어). 뮤직 캐나다. 2021년 11월 13일에 확인함.
52. ↑  “European Top 100 Albums” (PDF). 《뮤직 & 미디어》 (영어). 20권 49호. 2002년 11월 30일. 12쪽. OCLC 29800226 – 월드 라디오 히스토리 경유.
53. ↑  “Discos de Oro y Platino” (스페인어). 아르헨티나 음반 영상 제작 협회. 2011년 7월 6일에 원본 문서에서 보존된 문서. 2020년 7월 11일에 확인함.
54. ↑  “Canadian album certifications – Björk – Greatest Hits” (영어). 뮤직 캐나다.
55. ↑  “Japanese album certifications – ビョーク – グレイテスト・ヒッツ” (일본어). Recording Industry Association of Japan. 목록 상자 메뉴에서 "2002年12月"을 선택하세요
56. ↑  “British album certifications – Björk – Greatest Hits” (영어). 영국 축음기 협회. 2013년 7월 22일.
57. ↑  “DISCOGRAPHY - greatest hits”. 《bjork.com》 (영어). 2021년 10월 26일에 원본 문서에서 보존된 문서. 2021년 11월 11일에 확인함. past 누른 후 discography, greatest hits 클릭하기.